# 庫珀斯維爾 (紐約州克林頓縣)
庫珀斯維爾（英語：Coopersville）是位於美國紐約州克林頓縣的非建制地區。

## 歷史
庫珀斯維爾的郵局於1841年設立，其後於1925年停運。

## 地理
庫珀斯維爾所處的海拔為高於海平面34米（即112英呎），而該地所採用的時區為UTC-5，即北美东部时区（EST）。同時該地設有夏令時間，為UTC-5調快一小時，即UTC-4（EDT）。